# Proteom
Proteom (z połączenia słów proteina i genom) – zestaw białek występujących w komórce w danym momencie, białkowy odpowiednik genomu. Termin ten wprowadził w swojej rozprawie doktorskiej australijski naukowiec Marc Wilkins, a został on rozpowszechniony w roku 1994 na konferencji w Sienie. Badaniem proteomów zajmuje się proteomika. W przeciwieństwie do genomów, proteomy nieustannie zmieniają się w odpowiedzi na różne czynniki.